# Jiří Rusnok
Jiří Rusnok (nascut el 16 d'octubre de 1960) és un polític i economista Txec que exercí de Primer Ministre de la República Txeca entre el 2013 i 2014. Anteriorment va exercir com a Ministre de Finances txec de 2001 a 2002 i com a ministre d'Indústria i Comerç de 2002 a 2003. El 25 de juny de 2013, va ser nomenat com El primer ministre de la República Txeca pel president Miloš Zeman. Rusnok va reemplaçar Petr Nečas, el qual va dimitir del càrrec en veure's involucrat per un cas de corrupció i espionatge. Rusnok havia estat anteriorment assessor econòmic de Zeman. És també un membre del Consell Econòmic Nacional (NERV) de la República Txeca.